# El bebé y el acorazado
The Baby and the Battleship ( El bebé y el acorazado) es una comedia británica de color de 1956 dirigida por Jay Lewis y protagonizada por John Mills, Richard Attenborough y André Morell. Se basa en la novela también de 1956 de Anthony Thorne con un guion de Richard De Roy, Gilbert Hackforth-Jones y Bryan Forbes. La Royal Navy, tuvo una gran participación cooperando con las secuencias filmadas en Malta ya bordo del HMS Birmingham.

## Argumento
Cuando un grupo de marineros de la Royal Navy desembarca en Nápoles con motivo de un permiso en tierra, se ven obligados a cuidar de un bebé, separado de su madre. Durante una pelea, Punch Roberts se despierta de un KO y se encuentra al bebé en medio de una plaza completamente vacía. Incapaz de encontrar a su amigo Knock White, o a la madre del niño, pasa de contrabando al bebé a bordo de su nave, que se encuentra en medio de una serie de operaciones conjuntas con las fuerzas navales aliadas en la costa de Italia.

## Reparto
- John Mills - Pinchar Roberts
- Richard Attenborough - Knock White
- André Morell - El Marshal
- Bryan Forbes - El profesor Evans
- Michael Hordas - Capitán Hugh
- Ernest Clark - Comandante Geoffrey Digby
- Harry Locke - Oficial en Jefe Blades
- Michael Howard - Joe
- Lionel Jeffries - George
- Clifford Mollison - Sails
- Thorley Walters - Teniente Setley
- Duncan Lamont - Maestro de armas
- Lisa Gastoni - Maria
- Cyril Raymond - PMO
- Harold Siddons - whiskers (Bigotes)
- D. A. Clarke-Smith - El Almirante
- Kenneth Griffith - Subteniente
- John Le Mesurier - Ayudante del Marshal
- Carlo Giustino - Carlo Vespucci
- Ferdy Mayne - Intérprete
- Vincent Barbi - Segundo Hermano
- Gordon Jackson - Harry
- Vittorio Vittori - Tercer hermano
- Martyn Garrett - El bebé
- Barry Foster - Marinero En el baile
- Robert Ayres - Capitán americano

## Curiosidad
A bordo del acorazado los marineros friegan la cubierta con un lampazo y un cubo escurridor como los que se patentaron en España este mismo año 1956.